# Dennis Geiger
Dennis Geiger (Mosbach, 10 giugno 1998) è un calciatore tedesco, centrocampista dell'Hoffenheim.

## Carriera

### Club
Ha esordito in prima squadra all'Hoffenheim il 10 agosto 2017 in Coppa di Germania contro il Rot-Weiß Erfurt e la settimana successiva anche in Bundesliga, contro il Werder Brema, e in Champions League nel preliminare d'andata perso 4-2 sul campo del Liverpool.

### Nazionale
Ha giocato nelle nazionali giovanili tedesche Under-15, Under-16, Under-17, Under-19 ed Under-21.

## Statistiche

### Presenze e reti nei club
Statistiche aggiornate al 18 novembre 2017.
| Stagione        | Squadra         | Campionato      | Campionato | Campionato | Coppe nazionali | Coppe nazionali | Coppe nazionali | Coppe continentali | Coppe continentali | Coppe continentali | Altre coppe | Altre coppe | Altre coppe | Totale | Totale |
| Stagione        | Squadra         | Comp            | Pres       | Reti       | Comp            | Pres            | Reti            | Comp               | Pres               | Reti               | Comp        | Pres        | Reti        | Pres   | Reti   |
| --------------- | --------------- | --------------- | ---------- | ---------- | --------------- | --------------- | --------------- | ------------------ | ------------------ | ------------------ | ----------- | ----------- | ----------- | ------ | ------ |
| 2016-2017       | Hoffenheim II   | RL              | 25         | 6          | -               | -               | -               | -                  | -                  | -                  | -           | -           | -           | 25     | 6      |
| 2017-2018       | Hoffenheim      | BL              | 21         | 2          | CG              | 1               | 0               | UCL+UEL            | 1+3                | 0                  | -           | -           | -           | 26     | 2      |
| Totale carriera | Totale carriera | Totale carriera | 46         | 8          |                 | 1               | 0               |                    | 4                  | 0                  |             | -           | -           | 51     | 8      |